# Kell Brook
Ezekiel "Kell" Brook (født 3. maj 1986 i Sheffield, South Yorkshire, England i Storbritannien  er en britisk professionel bokser. Han har været verdensmester, i vægtklassen weltervægt, hos forbundet IBF fra 2014 til 2017 og udfordrede Gennady Golovkin om verdensmesterskabet i 2016 hvor han tabte på knockout i 5. omgang.
Han har slået store bemærkelsesværdige navne som Matthew Hatton, Viacheslav Senchenko, Shawn Porter og Kevin Bizier.